# Angitia tristigma
Angitia tristigma là một loài bướm đêm trong họ Noctuidae.